# Rasbora baliensis
Rasbora baliensis är en fiskart som beskrevs av Hubbs och Brittan, 1954. Rasbora baliensis ingår i släktet Rasbora och familjen karpfiskar. IUCN kategoriserar arten globalt som sårbar. Inga underarter finns listade i Catalogue of Life.